# Ataenius caicarae
Ataenius caicarae är en skalbaggsart som beskrevs av Zdzisława Stebnicka 2005. Ataenius caicarae ingår i släktet Ataenius och familjen Aphodiidae. Inga underarter finns listade.